# Cornelio de Witt
Cornelio o Cornelius de Witt (en neerlandés Cornelis de Witt pronunciaciónⓘ) (Dordrecht, Provincias Unidas de los Países Bajos, 15 de junio de 1623 - La Haya, Provincias Unidas de los Países Bajos, 20 de agosto de 1672) fue un político neerlandés.

## Familia
Cornelio de Witt era hijo de Jacob de Witt y el hermano mayor de Johan de Witt, además de ser sobrino del regente y estatúder de los Países Bajos Cornelis de Graeff y su hermano Andries de Graeff y del regente Andries Bicker.
Contrajo matrimonio con Maria van Berckel (1632-1706). La pareja tuvo una hija, Wilhelmina de Witt (1671-1702), que se casó con su primo e hijo de Johan de Witt (1662-1701), del mismo nombre que su padre, y que llegó a ser secretario de Dordrecht.

## Biografía
En 1650 se convirtió en burgomaestre de Dordrecht y en miembro de los Estados de Holanda y Frisia Occidental. Más tarde fue nombrado ruwaard o gobernador de Putten y bailío de Beierland.
Se asoció estrechamente con su hermano Johan, que tenía el cargo de gran pensionario, y le apoyó en su carrera con gran habilidad y vigor. En 1667 fue el diputado de los Estados de Holanda elegido para acompañar al teniente almirante Michiel de Ruyter en su famosa incursión en Medway. Cornelio de Witt se distinguió en esa ocasión por su frialdad y valentía. En 1672 volvió a acompañar a De Ruyter y tomó parte en la gran batalla de Solebay contra las flotas inglesa y francesa. Obligado a abandonar la flota debido a una enfermedad, al volver a Dordrecht se encontró con que el partido orangista aumentaba su influencia y él y su hermano fueron objeto de las sospechas y el odio popular. Fue arrestado por acusaciones falsas de traición, pero no confesó a pesar de las fuertes torturas, siendo finalmente condenado al destierro.

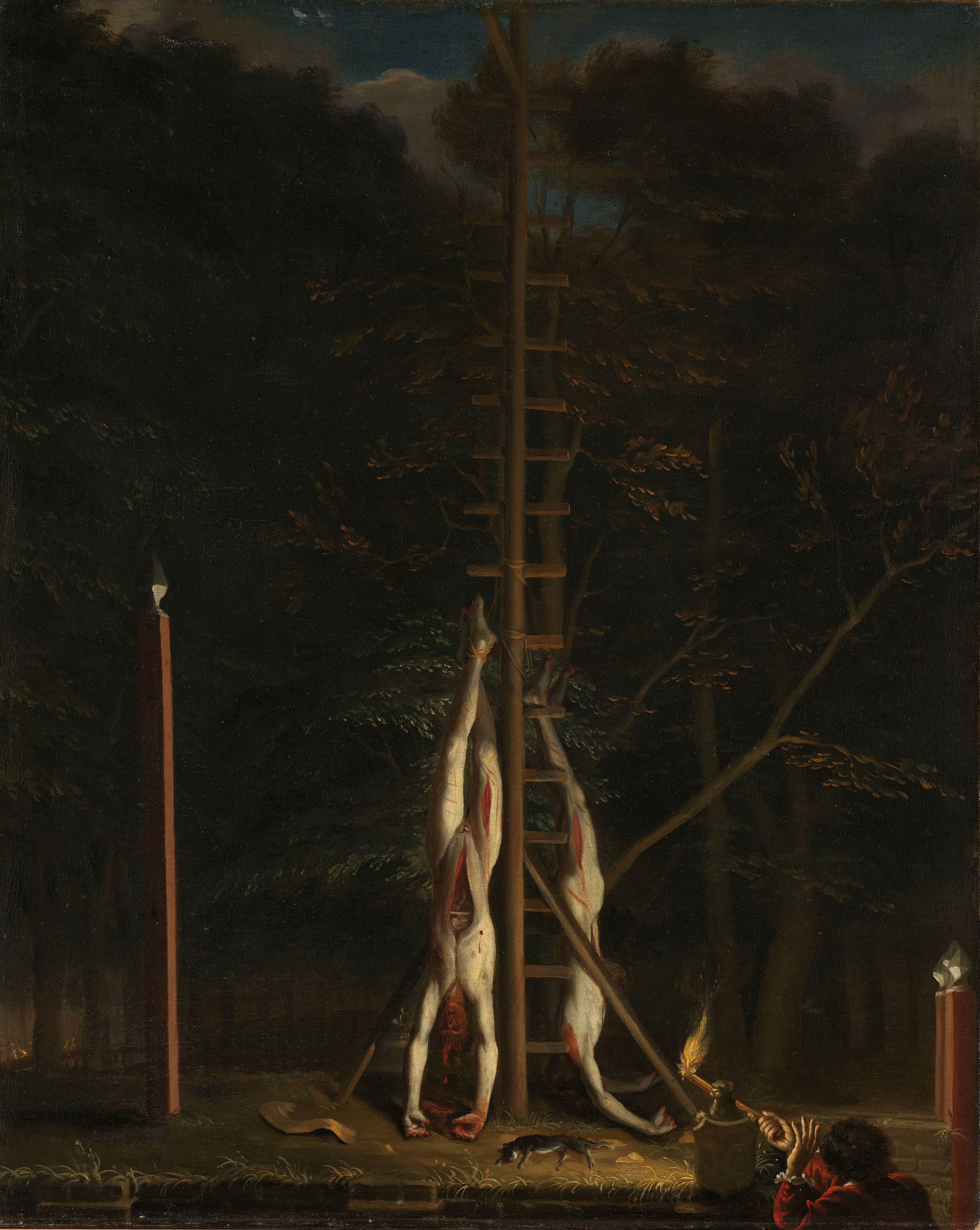
Los cuerpos de los gobernadores De Witt, obra de Jan de Baen.

Fue asesinado por el mismo populacho que había dado muerte a su hermano el día que había sido puesto en libertad, víctima de una conspiración organizada por los orangistas Johan Kievit y el teniente almirante Cornelis Tromp. Ambos cuerpos fueron mutilados horriblemente y sus corazones fueron arrancados para ser mostrados como trofeos. Hoy en día esto es visto por los neerlandeses como el acto más vergonzoso en la historia de la política neerlandesa.